# Clarias werneri
Clarias werneri és una espècie de peix de la família dels clàrids i de l'ordre dels siluriformes.

## Morfologia
Els mascles poden assolir els 23 cm de llargària total.

## Distribució geogràfica
Es troba a Àfrica: Sudan i als llacs Victòria, Edward i Tanganyika.